# Golyózápor
A Golyózápor (eredeti cím: Shoot 'Em Up) 2007-es amerikai akciófilm Michael Davis írásában és rendezésében, Clive Owen, Paul Giamatti és Monica Bellucci főszereplésével.
Észak-amerikai bemutatója 2007. szeptember 7-én volt, Magyarországon december 27-én került a mozikba.

## Szereplők
| Karakter             | Színész          | Magyar hang       |
| -------------------- | ---------------- | ----------------- |
| Smith                | Clive Owen       | László Zsolt      |
| Hertz                | Paul Giamatti    | Józsa Imre        |
| Donna Quintano       | Monica Bellucci  | Létay Dóra        |
| Hammerson            | Stephen McHattie | Rosta Sándor      |
| Intéző               | Greg Bryk        | Moser Károly      |
| Rutledge szenátor    | Daniel Pilon     | Tolnai Miklós     |
| Kisbaba anyja        | Ramona Pringle   |                   |
| Hertz embere         | Julian Richings  | Végh Péter        |
| Hertz embere         | Tony Munch       | Tokaji Csaba      |
| Hertz embere         | Scott McCord     |                   |
| Férfi a klubban      | Stephen R. Hart  | Dézsy Szabó Gábor |
| Zálogház tulajdonosa | Maria Vacratsis  | Fabó Györgyi      |

## Szinopszis
A film főhőse a titokzatos Smith, akinek kiterjedt katonai háttere van, emellett imádja a sárgarépát, s aki semmi mást nem akar, mint hogy békén hagyják. Ám hamarosan bonyolult politikai konspiráció közepében találja magát, miután belekeveredik egy vajúdó nő és néhány bérgyilkos összetűzésébe. A nő meghal, így Smith fogja az újszülöttet és egy prostituálttal az oldalán menekülni kényszerül. A szokatlan család nyomában ott liheg a gyermek halálát akaró Hertz és gyilkosainak hadserege.

## Háttér
Michael Davis író-rendező eredeti elképzelését a filmstúdiók elutasították, így elkészített egy 17 perces animációs jelenetet, ami 17 ezer rajzolt vonalból állt, s ezzel kívánta bemutatni a stúdióvezetőknek, hogyan is néznének ki a film akciójelenetei. Ezen munkája felkeltette Bob Shaye, a New Line Cinema CEO-jának figyelmét, aki zöld utat adott a projektnek, Davis rendezésével. Miután Clive Owen és a többi színész leszerződött, a produkció munkálatai Torontóban, Kanadában kezdődtek meg 2006. február 13-án, s május 8-áig tartottak.
Noha a Variety eredetileg a 2006 év végi bemutatóról adott értesítést, s az első, tesztjellegű vetítések is azon év szeptemberében történtek, a film startolását végül 2007. szeptember 7-ére tűzték ki. A korai vetítéseken részt vett közönség visszajelzései vegyesnek bizonyultak. A Worstpreviews oldalán az volt olvasható, „…a stúdió bemutatta a filmet több helyen is, s az általános nézői vélekedés szerint a film nem több egy nagy golyózápornál…Míg sok ember nem lát ebben semmi rosszat, a probléma az, hogy a forgatókönyv a lövöldözésekkel kezdődik és aztán kerekedik belőle sztori, s nem fordított módon.” A 2007-es San Diego Comic-Con résztvevői ugyanakkor sokkal jobban élvezték a látottakat.
Monica Bellucci, a film női főszereplője maga szinkronizálta szerepét a francia és az olasz változatokban.

## „Golyóálló csecsemő” és a marketing más formái
A film bemutatóját megelőző hónapokban a Golyózáport különböző szövevényes módokon népszerűsítették. Például, a plakátját beillesztették a Rainbox Six: Vegas videójáték Calypso Casino elnevezésű online multi-player szintjére, illetve felbukkant a Crackdown videójáték egyik városi pályáján is.
2007 júliusától a Golyózáport gerillamarketing-kampánnyal promotálták. Ennek része volt egy virális kisfilm és weboldal, amely áltermékeket kínált eladásra, a golyóálló babakocsitól a kisgyermekek részére készült rohamsisakig. A YouTube-ra felkerült egy videó, melyben a cég a babakocsikat automata fegyverekkel teszteli, miközben benne fekszik a csecsemő, akit végül sértetlenül emelnek ki. Mindez pusztán tréfa, azonban a globális média és a bloggerközösség komolyan vette a dolgot. Svédország legnagyobb bulvárlapja, az Aftonbladet például vezető sztoriként hozta egyik online kiadásában.

## Fogadtatás
A filmkritikusok véleménye a filmről élesen megoszlott. A Variety szerint „erőszakos és aljas egyforma mértékben”, de „a stílusa túl merész, hogy ezeket őszintén elutasítsa.” A Hollywood Reporter kevésbé kívánt állást foglalni, mikor azt írta: „Aki bonyolult jellemfejlődést vagy kidolgozott cselekményt vár, az csalódni fog, de az akciórajongók rengeteg kellemes percet lelnek majd ebben a filmben, amely mellett a Fegyverek istene visszafogottnak hat,” illetve azt, hogy a film „nagyon ostoba, de tagadhatatlanul szórakoztató is.” Peter Travers a Rolling Stone-tól dicsérte a filmet (három csillagot adott neki a négyből), mondván a Golyózápor az akciómegszállottak nedves álma, ami nélkülözi az értelmet és a motivációt.” Michael Phillips a Chicago Tribune hasábjain ellentétes véleménnyel szolgált, s az egy csillagos értékelése alátámasztásaként becsmérelte a film „vidám kegyetlenség[ét],” magát a művet pedig „durvának és visszataszítónak”, illetve „ostobának” titulálta; a The New York Times újságírója, A. O. Scott még ennél is messzebbre ment, mikor „értéktelen hulladéknak” nevezte a Golyózáport.
2007 december elején a Rotten Tomatoes-on a Golyózápor 67%-on áll több mint 150 vélemény alapján, 6,3/10 pontos átlagos értékeléssel. A „Top Critics” szekcióban azonban „rothadt” paradicsomot érdemelt ki a film, 59%-kal, 5,9/10-es átlagponttal.

### Box Office
A jegypénztáraknál a film szerényen szerepelt. Nyitóhétvégéjén, 2007. szeptember 7-9 között 5,7 millió dollárt hozott, amivel csak a negyedik helyre bírt felkapaszkodni. Ezt követően hamar tűnt el a süllyesztőben, végül 12 millió dollárt gyűjtve Észak-Amerikában.